# Großsteingräber bei Buinen
Die Großsteingräber bei Buinen sind zwei megalithische Grabanlagen der jungsteinzeitlichen Westgruppe der Trichterbecherkultur in Borger, einem Ortsteil von Borger-Odoorn in der niederländischen Provinz Drenthe. Die Gräber tragen die Van-Giffen-Nummern D28 und D29.

## Lage
Die Gräber befinden sich zwischen Borger und Buinen südlich der Buinerstraat. Sie sind über einen Feldweg erreichbar. Grab D29 liegt nur etwa 40 m südsüdöstlich von D28. Obwohl die beiden Anlagen noch auf dem Gebiet von Borger liegen, werden sie in der Literatur meist unter Buinen geführt. In der näheren Umgebung gibt es zahlreiche weitere Großsteingräber: 1 km nordwestlich befindet sich das Großsteingrab Borger (D27), 2,1 km nordnordwestlich die fünf Großsteingräber bei Bronneger (D21–D25), 3,1 km nordwestlich das Großsteingrab Drouwenerveld (D26) und 3,4 km nordnordwestlich die beiden Großsteingräber bei Drouwen (D19 und D20).

## Forschungsgeschichte

### 19. Jahrhundert
Leonhardt Johannes Friedrich Janssen, Kurator der Sammlung niederländischer Altertümer im Rijksmuseum van Oudheden in Leiden, besuchte 1847 einen Großteil der noch erhaltenen Großsteingräber der Niederlande, darunter auch die Gräber bei Buinen, und publizierte im folgenden Jahr das erste Überblickswerk mit Baubeschreibungen und schematischen Plänen der Gräber. Janssens Nachfolger Willem Pleyte unternahm 1874 zusammen mit dem Fotografen Jan Goedeljee eine Reise durch Drenthe und ließ dort erstmals alle Großsteingräber systematisch fotografieren. Auf Grundlage dieser Fotos fertigte er Lithografien an. Conrad Leemans, Direktor des Rijksmuseums, unternahm 1877 unabhängig von Pleyte eine Reise nach Drenthe. Jan Ernst Henric Hooft van Iddekinge, der zuvor schon mit Pleyte dort gewesen war, fertigte für Leemans Pläne der Großsteingräber an. Leemans’ Bericht blieb allerdings unpubliziert. 1878 erfolgte eine Dokumentation durch William Collings Lukis und Henry Dryden, die auf Anregung von Augustus Wollaston Franks die Provinz Drenthe bereisten und dabei sehr genaue Grundriss- und Schnittzeichnungen von 40 Großsteingräbern anfertigten.

### 20. und 21. Jahrhundert
Zwischen 1904 und 1906 dokumentierte der Mediziner und Amateurarchäologe Willem Johannes de Wilde alle noch erhaltenen Großsteingräber der Niederlande durch genaue Pläne, Fotografien und ausführliche Baubeschreibungen. Seine Aufzeichnungen zu den Gräbern bei Buinen sind allerdings verloren gegangen. 1918 dokumentierte Albert Egges van Giffen die beiden Anlagen für seinen Atlas der niederländischen Großsteingräber. 1927 führte er in Grab D28 eine archäologische Grabung durch. Seit 1993 sind die Anlagen Nationaldenkmale (Rijksmonumenten). 2017 wurden die Anlagen zusammen mit den anderen noch erhaltenen Großsteingräbern der Niederlande in einem Projekt der Provinz Drente und der Reichsuniversität Groningen von der Stiftung Gratama mittels Photogrammetrie in einem 3D-Atlas erfasst. 2023 wurde bei Grab D29 von der Rijksuniversiteit Groningen eine Grabung unter der Leitung von Daan Raemaekers durchgeführt.

## Beschreibung

### Grab D28

#### Architektur
Bei der Anlage handelt es sich um ein ostsüdost-westnordwestlich orientiertes Ganggrab. Die Grabkammer hat eine Länge von 5,8 m. Sie besitzt vier Wandsteinpaare an den Langseiten und je einen Abschlussstein an den Schmalseiten. Von den ursprünglich vier Decksteinen fehlt der östliche. Die restlichen Decksteine liegen auf den Wandsteinen auf. An der Mitte der südlichen Langseite befindet sich der Zugang. Vorgelagerte Gangsteine konnten nicht festgestellt werden. Ebenso fehlt eine steinerne Umfassung.

#### Beigaben

##### Keramik
Van Giffen fand bei seiner Grabung zahlreiche Keramikscherben der Trichterbecherkultur. Die Keramik datiert in die Stufen 3–5 des von Anna Brindley aufgestellten typologischen Systems der Trichterbecher-Westgruppe. Dies entspricht dem Zeitraum 3300–3075 v. Chr. Weiterhin fand van Giffen Keramikscherben aus dem Endneolithikum, die der Einzelgrabkultur und der Glockenbecherkultur zuzurechnen sind.

##### Metallfunde
Es wurden außerdem zwei Spiralen aus Kupfer bzw. Arsenbronze gefunden. Beide sind aus dünnen Bändern gefertigt. Die erste hat eine Länge von 25 mm und einen Durchmesser von 5 mm, die zweite eine Länge von 21 mm und einen Durchmesser von 5 mm. Bei der ersten Spirale betrug der Arsen-Anteil 1,32 Prozent, bei der zweiten 0,55 Prozent. Vergleichbare Funde stammen aus dem Großsteingrab D19 bei Drouwen und dem Großsteingrab Wapse (D52a). Bei all diesen Beigaben handelt es sich um die ältesten bekannten Metallgegenstände der Niederlande. Auch in mehreren Großsteingräbern in Nordrhein-Westfalen und im westlichen Niedersachsen wurden Metallgegenstände gefunden.
Die Funde aus van Giffens Grabung befinden sich heute im Drents Museum in Assen.

### Grab D29

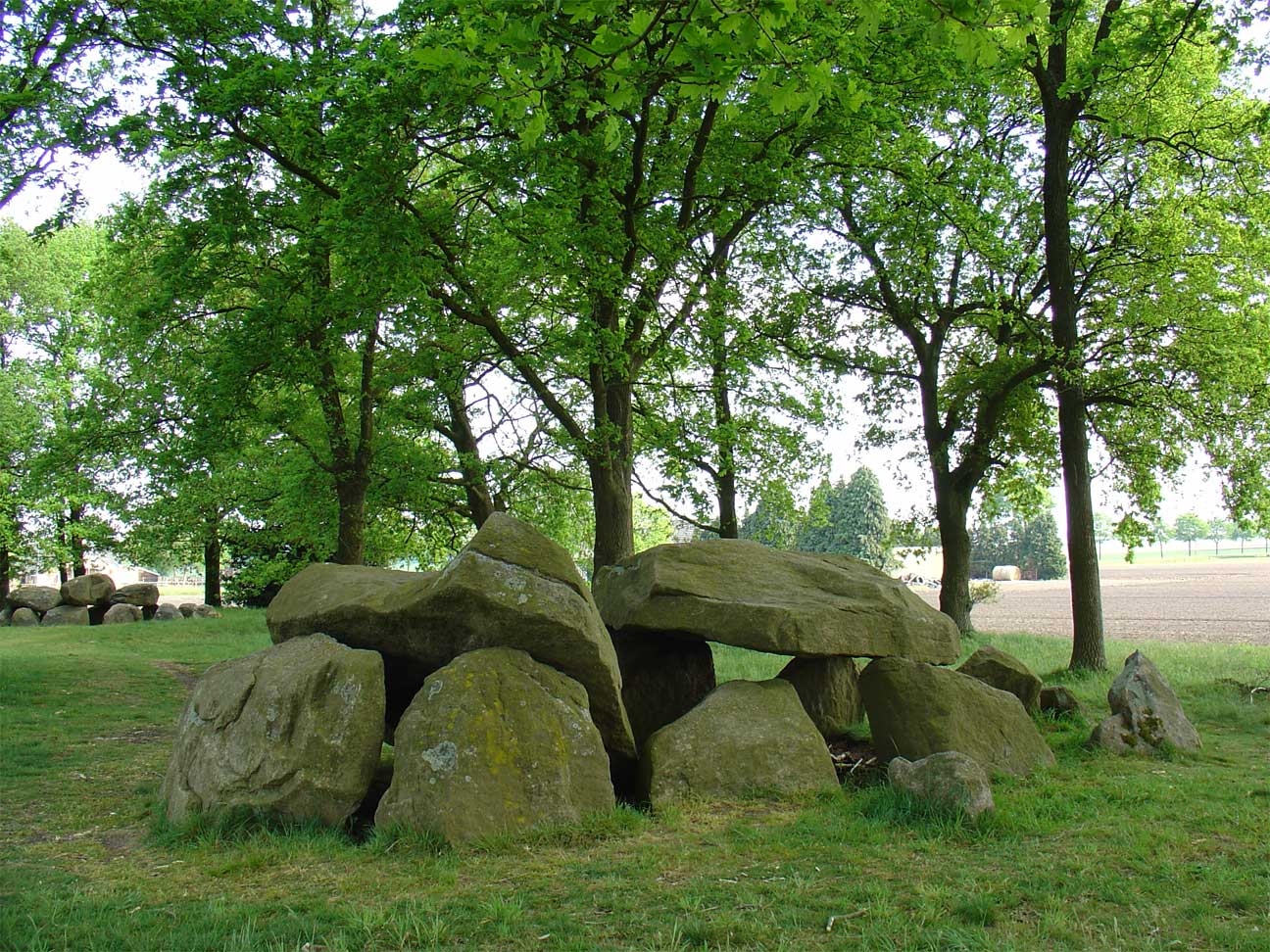
Grab D29

Bei D29 handelt es sich um ein ostnordost-westsüdwestlich orientiertes Ganggrab. Es ist D28 sehr ähnlich. Die Grabkammer besitzt vier Wandsteinpaare an den Langseiten, einen Abschlussstein an der westlichen und eine schmale Platte an der östlichen Schmalseite. Von den ursprünglich drei Decksteinen fehlt der östliche. Die restlichen Decksteine liegen auf den Wandsteinen auf. An der Mitte der südlichen Langseite befindet sich der Zugang. Ihm war ein Gang vorgelagert, von dem nur noch ein Wandstein erhalten ist. Eine steinerne Umfassung ist nicht auszumachen.